# Шуйский уезд
Шу́йский уе́зд — административная единица во Владимирской губернии Российской империи и Иваново-Вознесенской губернии РСФСР, существовавшая в 1778—1929 годах. Уездный город — Шуя.

## География
Уезд был расположен на севере Владимирской губернии.
Граничил с Ковровским уездом на юге, с Суздальским на западе, с Вязниковским на востоке, а также с Костромской губернией на севере и Ростовским уездом Ярославской губернии на северо-западе. Занимал площадь в 2919,2 км² (2565,2 квадратных вёрст, или 267 191 десятину, по Стрельбицкому). В 1926 году после административно-территориальных преобразований площадь уезда составляла 4605 км².
Располагался на части территорий современных Шуйского, Ивановского, Комсомольского, Тейковского, Лежневского и Родниковского районов Ивановской области.

### Рельеф
Шуйский уезд был расположен несколько южнее водораздельной линии, отделяющей бассейн притоков реки Волги от притоков реки Клязьмы. Поэтому положение уезда было сравнительно возвышенное, наклонное к югу, причём северо-западная часть уезда немного выше восточной. Более возвышенные пункты расположены на перевале между реками Уводью и Тезой (при деревне Жары — 128 м, или 420 футов над уровнем моря) и на перевале между реками Уводью и Ухтохмой (до 132 м, или 434 фута).
В общем поверхность уезда имела характер высокой равнины, прорезанной несколькими реками, текущими в большинстве случаев от севера к югу или юго-востоку, причём водоразделы по направлению к рекам несколько сглажены.

### Геология
Вся площадь уезда покрыта послетретичными образованиями, причём преобладающим покровом является валунная красновато-бурая глина; встречаются валунные глины и других оттенков; безвалунная глина или глина, почти лишённая валунов, занимает лишь небольшие участки. Имеется основание предполагать существование нижневалунных песков под всей площадью уезда. Коренные породы представлены ярусом пёстрых мергелей и юрскими отложениями. Выходы пород пёстроцветной группы в уезде очень редки, а юрские отложения были обнаружены в буровой скважине около села Кохмы; на присутствие юрских отложений указывают также находимые иногда в реках остатки белемнитов («чёртовых пальцев») и выносы ручьями синей глины. По поверхности уезда кое-где разбросаны небольшими пятнами верхневалунные пески.

### Полезные ископаемые
Кроме горшечной и кирпичной глин, других полезных ископаемых в уезде не находилось. Хотя кое-где, преимущественно на востоке и юго-востоке от Шуи, и встречались торфяные болота, но торф не разрабатывался.

### Почвы
Почвы принадлежат исключительно к дерново-подзолистому типу и характеризуются присутствием, обыкновенно в переходном горизонте, так называемого подзола. Почвы эти небогаты питательными веществами, грубы по структуре, нуждаются в удобрении и хорошей обработке. Почти треть уезда покрыта лёгкими подзолистыми суглинками, вторая треть — подзолистыми же суглиносупесями и последняя треть — подзолистыми супесями, отчасти глинистыми песками и кое-где (на небольшом пространстве) почвами болотного происхождения. Все перечисленные почвы разбросаны пятнами, вперемежку одни с другими. В общем в восточной части уезда почвы были лучше, чем в западной. Болотные почвы — преимущественно в северо-западной части уезда.

### Реки
Больших рек нет. Значительнее других реки Теза и Уводь. Первая прорезала уезд посередине от севера к югу, а вторая — восточную половину уезда, по тому же направлению, причём Теза, достигнув южной границы уезда, поворачивала на восток и служила естественной границей между ним и Ковровским уездом. Теза была шлюзована, и по ней ходили при помощи конной тяги небольшие барки-«тезянки». Уводь несудоходна. Из притоков Уводи более значительна Ухтома с Санебой. Большинство рек текут обыкновенно в нешироких долинах и почти исключительно в толще валунных отложений и углубляют свои русла на 32—43 м (15—20 саженей) ниже поверхности перевалов.

### Озёра
Озёр мало; они все небольшие и разбросаны в северо-западном углу уезда, среди болот (Ростовское озеро, Клюка и др.).

### Болота
Болот много, преимущественно в северо-западной части уезда, но они не обширны, за исключением Девятского, которое имело от 2 до 6,5 км (2—6 вёрст) в ширину и до 16 км (15 вёрст) в длину.

### Леса
Лесами было занято 50,9 % всей площади уезда, кроме того, под кустарником числилось 1,9 %. Преобладали смешанные, хвойные и лиственные леса. Из древесных пород были более распространены: ель, берёза, сосна, осина.

## История
Уезд был образован в 1778 году в составе Владимирского наместничества (с 1796 Владимирской губернии). 
В 1918 году уезд вошёл в состав вновь образованной Иваново-Вознесенской губернии, в состав вновь образованного Тейковского уезда были переданы Алферьевская, Златоустовкая, Кочневская, Кулеберьевская, Миловская и Тейковская волости. В 1921 году в состав вновь образованного Иваново-Вознесенского уезда переданы Авдотьинская, Елюнинская, Ивановская и часть Кохомской волости; из Вязниковского уезда Владимирской губернии перечислены Вареевская, Груздевская, Мугреевская, Палехская и Южская волости; ликвидирована Панфиловская волость.
В 1924 году произведено укрупнение волостей. В уезде осталось 10 волостей: Афанасьевская, Васильевская, Дуниловская, Ново-Горкинская, Палехская, Сакулинская, Спас-Юрцевская, Хотимльская, Шуйская, Южская.
12 января 1925 года к уезду присоединены Пестяковская и Верхне-Ландеховская волости Вязниковского уезда Владимирской губернии.
В 1929 году уезд был ликвидирован, его территория вошла в состав Шуйского округа вновь образованной Ивановской Промышленной области.

## Население
Население уезда в 1859 году — 97 440 человек. По переписи 1897 года в уезде было 158 483 жителей (76 167 мужчин и 82 316 женщин). По итогам всесоюзной переписи населения 1926 года население уезда составило 193 689 человек, из них городское — 50 628 человек (26,1 %).

### Известные люди уезда
- Бальмонт, Константин Дмитриевич (1867 — 1942) — русский поэт и переводчик, уроженец сельца Гумнищи Шуйского уезда.
- Бубнов, Андрей Сергеевич (1884 — 1938) — советский государственный и партийный деятель, нарком просвещения СССР.
- Сычугов, Савватий Иванович (1841 — 1902) — земской санитарный врач в селе Васильевском Владимирской губернии, просветитель, литератор, историк медицины, меценат.
- Цветаев, Иван Владимирович (1847 — 1913) — русский учёный-искусствовед, профессор Московского университета, основатель Музея изящных искусств в Москве.

## Административное деление
В 1890 году в состав уезда входило 18 волостей
| № п/п | Волость             | Волостное правление                        | Число селений | Население |
| ----- | ------------------- | ------------------------------------------ | ------------- | --------- |
| 1     | Авдотьинская        | с. Авдотьино (ныне в черте города Иванова) | 47            | 5409      |
| 2     | Афанасьевская       | с. Афанасьевское                           | 32            | 7207      |
| 3     | Васильевская        | с. Васильевское                            | 39            | 7226      |
| 4     | Горицкая            | с. Горицы                                  | 38            | 3804      |
| 5     | Дуниловская         | с. Дунилово                                | 48            | 5767      |
| 6     | Елюнинская          | с. Елюнино                                 | 34            | 2978      |
| 7     | Ивановская          | г. Иваново-Вознесенск                      | 48            | 10 000    |
| 8     | Кохомская           | с. Кохма                                   | 33            | 3381      |
| 9     | Кочневская          | д. Буньково                                | 36            | 4665      |
| 10    | Миловская           | с. Миловское                               | 34            | 3596      |
| 11    | Пелгусовская        | с. Алферьево                               | 45            | 6340      |
| 12    | Пупковская          | с. Пупки                                   | 36            | 3772      |
| 13    | Семёновская         | д. Харитоново                              | 27            | 4252      |
| 14    | Семёновско-Сарская  | с. Тюгаево                                 | 8             | 1620      |
| 15    | Сергеевская         | д. Новая                                   | 38            | 5236      |
| 16    | Тейковская          | с. Тейково                                 | 19            | 6825      |
| 17    | Чечкино-Богородская | с. Чечкино-Богородское                     | 25            | 2745      |
| 18    | Якиманская          | с. Якиманка                                | 59            | 6291      |

К 1913 году из Пелгусовской волости выделилась Кулеберьевская волость с центром в селе Кулеберьево, центром Ивановской волости числилась деревня Рылиха (ныне в черте города Иванова).

## Населённые пункты
По переписи 1897 года наиболее крупные населённые пункты уезда:
| - Иваново-Вознесенск — 54 208 чел.; - Шуя — 19 583 чел.; - с. Тейково – 5778 чел.; - с. Кохма – 3337 чел.; - д. Панфилово – 1623 чел.; - с. Дунилово – 1378 чел.; - с. Васильевское – 1104 чел.; - д. Василево – 975 чел.; - д. Пустошь – 910 чел.; - д. Сергеево – 841 чел.; | - с. Горицы – 698 чел.; - фабр. пос. Кохма – 680 чел.; - с. Петропавловское – 567 чел.; - д. Оляково – 518 чел. |

## Здравоохранение
К 1902 году числилось в селениях 245 каменных и 41 772 деревянных строений, оценённых в 5772 тыс. руб.; шесть земских медицинских участков, одна больница (в Шуе), две лечебницы и два приёмных покоя с 146 койками, шесть амбулаторий, десять врачей (в том числе один санитарный — Савватий Сычугов), 14 фельдшеров, 12 акушерок.
В 1901 году воспользовалось медицинской помощью 88 050 человек, акушерками принято 4865 детей.

## Народное просвещение
В 1902 г. в уезде числилось начальных школ: 1 частная, 3 министерских, 51 земских, 29 церковно-приходских, всего 84 школы. 63 школы помещались в собственных домах. Одна школа приходилась на 26,8 кв. километра (30,5 кв. вёрст), на 969 жителей, на 87 детей школьного возраста (от 8 до 11 лет). Для осуществления всеобщего обучения надо было открыть 48 новых школ, 22 школы перенести в другие, более центральные селения, 26 школ расширить и учительский персонал увеличить 79-ю лицами.
Нормальный оклад жалованья народным учителям был установлен земством в 300 руб., с прибавками через каждые 5 лет по 50 руб. до высшего оклада 600 руб. в год. В среднем содержание 1 училища обходилось земству в 1 449 руб. в год, а одного учащегося — в 15 руб. 81 коп. В 1870 было всего 16 земских школ.
В 1899 из мужского населения грамотных было 34 %, среди женского — только 11 %.

## Экономика

### Промышленность
Фабрики: 1 пунцово-красильная и ситценабивная (172 рабочих), 1 бумаготкацкая (972 рабочих), 1 картофельно-тёрочное заведение.
Внеземледельческими промыслами занимались 90,4 % всех мужчин и 44,9 % всех женщин в рабочем возрасте.
Из наличных надельных работников 43,3 % занимались исключительно промыслами, 8,7 % — только отчасти, 48,0 % — промыслами, не отрывающими от земледелия. 51,3 % работников, занимавшихся внеземледельческими промыслами, занимались только местными промыслами (в своём селении или поблизости от него), 10,2 % — то местными, то отхожими, 38,5 % — только отхожими. Соответствующие цифры для работниц: 49,3 %, 7,2 % и 43,5 %. В среднем мужчина, занимавшийся отхожим промыслом, проводил в отлучке из своего селения почти 9 месяцев в году, а женщина — по 10 месяцев. Уходили, главным образом, в Иваново-Вознесенск и Шую и сёла Кохму и Тейково, на местные фабрики. Уходили также довольно много овчинников и шубников — преимущественно в нижние по Волге губернии.
Из местных кустарных промыслов наиболее развиты: выделка овчин и заячьих шкурок, домашнее ткачество, выделка деревянных гребней для прядильных хлопчатобумажных фабрик, шитьё сапог, выделка валяной обуви, телег и волосяных сит.
Базарные пункты — Шуя и Иваново-Вознесенск и сёла Кохма, Тейково, Дунилово и Васильевское. Оба города и первые два села являлись также и очень крупными фабричными пунктами по выделке различных хлопчатобумажных тканей.

### Землевладение и сельское хозяйство
К 1899 в Шуйском уезде числилось:
всей земли — 286 230,7 гектара (261 996,1 десятины),
удобной земли — 276 399,7 гектара (252 997,4 десятины), или 96,5 %,
неудобной земли — 9 831,1 гектара (8 998,7 десятины), или 3,5 %;
надельной крестьянской — 141 503,4 гектара (129 522,6 десятины), или 49,44 %,
частной собственности — 124 796,1 гектара (114 229,8 десятины), или 43,6 %,
казённой — 9 808,8 гектара (8 978,3 десятины), или 3,43 %,
города Шуи — 1 164,7 гектара (1 066,1 десятины), или 0,4 %,
города Иваново-Вознесенска — 4 007,4 гектара (3 668,1 десятины), или 1,4 %,
прочих учреждений — 4 950,3 гектара (4 531,2 десятины), или 1,73 %;
усадебной земли — 2,9 %,
пашни — 27,8 %,
перелога — 3,7 %,
покоса — 10,6 %,
выгона — 2,2 %,
леса — 50,9 %,
кустарника — 1,9 %.
В течение XIX столетия площади под лесом, усадьбами и сенокосом увеличились, площадь же пашни и выгонных земель сократилась на 11,1 %.
У крестьян 4,2 % удобной надельной земли заняты усадьбой, 47,8 % пашней, 5,7 % перелогом, 13,4 % покосом, 1,9 % выгоном, 25,2 % лесом и 1,8 % кустарником.
Частным собственникам и казне принадлежал преимущественно лес; из городских земель значительная часть была занята поселениями и выгоном.
Из 124 796,1 гектара (114 229,8 десятины) частной собственности принадлежали:
дворянам — 17,7 %,
чиновникам — 0,5 %,
заводчикам и фабрикантам — 29,8 %,
купцам — 9,1 %,
мещанам — 8,9 %,
крестьянам — 31,2 %,
прочим лицам, товариществам и учреждениям — 2,8 %.
Из 15 544 дворов крестьянского населения 18 % (2 798) земли не имели.
Крестьяне владели надельной землей на общинных началах. 8 % домохозяев выкупили свои наделы; 28 % всех наличных крестьянских дворов имели купчую землю. Купчей земли насчитывалось 35 551 гектар, или 32 541 десятина (из них 68 % было занято лесом).
Кроме того, 6 970 дворов (55 %) арендовали землю. 937 дворов сдавали свою надельную землю целиком в аренду, 1 786 дворов сдавали только часть. Аренда была почти исключительно денежная; за десятину (1,0925 гектара) платили: под рожь от 2 до 4 руб., под яровые — от 1 до 4 руб.; при долгосрочной аренде цены были дешевле.
Из домохозяев, имевших свою запашку, 44 % обрабатывали землю силами своей семьи, 54 % принимали посторонних, 2 % обрабатывали исключительно наймом.
Пустовало крестьянской надельной пашни: в озимом поле — 12 %, в яровом — 10 % площади.
14 % надельных наличных домохозяев совсем не имели посева.
Наблюдалось постепенное, с некоторыми колебаниями, сокращение посевной площади:
в 1881 г. было засеяно разными хлебами 55 589 гектаров (50 882 десятины),
в 1893 г. — 51 798 гектаров (47 412 десятин),
в 1896 г. — 49 025 гектаров (44 874 десятины),
в 1899 г. — 47 349 гектаров (43 340 десятин), что составляет 85,18 % к уровню 1881 г.
Сокращение площади запашки у крестьянского населения объясняется увеличивающимся уходом населения на местные фабрики и дальние промыслы.
В озимом клину сеяли исключительно рожь; в яровом у крестьян 64,5 % площади было занято овсом, 4,7 — гречихой, 18,2 — ячменём, 7,2 — картофелем, 2,2 — яровой пшеницей, 1,9 — льном, 1,3 — горохом.
С 1 десятины (1,0925 гектара) в среднем за 18 лет собирали (пудов; 1 пуд равен 16,380496 килограмма):
ржи 55,6 (на частновладельческих) и 46,2 (на крестьянских надельных),
овса — 50,7 и 44,6,
гречихи — 38,7 и 34,0,
ячменя — 29,0 и 26,6,
гороха — 38,7 и 34,0,
льняного семени — 19 и 22,
картофеля — 592, или 37 четвертей (на крестьянских землях).
Хороших сенокосов мало; средний сбор сена по всему уезду не превышает 13,5 центнера с гектара (90 пудов с десятины). В конце XIX века благодаря заботам земства у крестьян начало распространяться травосеяние, и многие общины перешли к многопольному севообороту. Точно так же благодаря земству среди крестьян стали быстро распространяться улучшенные семена, веялки и особенно плуги; в 1903 плуги употреблялись в 17 % всех крестьянских домохозяйств.
Огородничество и садоводство не развиты; только в немногих селениях, около крупных фабричных центров, на огородничество было обращено несколько большее внимание.
Рогатый скот был довольно мелкий, неудовлетворительный по убойному качеству и молочному достоинству. Лошади были несколько выше по качеству и лучше содержались, чем рогатый скот. Мелкий скот разводился в небольшом количестве.
По земской переписи 1899 у крестьян Шуйского уезда было зарегистрировано:
лошадей — 10 654,
жеребят — 1 292,
коров и быков — 14 797,
телят — 7 582,
овец — 7 458,
коз — 15,
свиней — 38.
Численность скота у частных владельцев была ничтожна — всего до 500 голов разного скота.
Среди крестьян безлошадных дворов было 30 %, не имели коров — 15 %, никакого скота — 12 %.
В уезде было 2 земских ветеринарных врача и 7 фельдшеров.
В 1901 застраховано было всего 63 голов скота.
Частновладельческое полевое хозяйство было развито совсем слабо; пашня обыкновенно сдавалась крестьянам в аренду за очень дешёвую плату; в большинстве экономий старались запустить пашню под лес, так как при бедности почв и сравнительной дороговизне рабочих рук полевое хозяйство для частных владельцев являлось убыточным.
В среднем за 6 лет (1895—1900) годовой чистый сбор продовольственных хлебов (без овса, картофеля и масличных), за вычетом семян, равнялся для всего уезда 809 272 пудов, то есть 9 пудов на 1 душу сельского населения. Недостававший для продовольствия хлеб поступал из других губерний, преимущественно по железным дорогам.

### Средства сообщения
Кроме судоходной реки Тезы с единственной пристанью в Шуе, Шуйский уезд был прорезан на протяжении 128 километров (120 вёрст) двумя ветками Московско-Ярославско-Архангельской железной дороги — Новинки-Кинешемской и Александровo-Ивановской.
В пределах Шуйского уезда было 5 железнодорожных станций: Тейково, Шуя, Кохма, Иваново-Вознесенск и Ермолино (последняя на границе Костромской губернии).
В 1901 со всех этих станций отправлено грузов 97 366 тонн (5 944 000 пудов), в том числе из Иваново-Вознесенска — 59 314 тонн (3 621 000 пудов), прибыло — 448 301 тонна (27 368 000 пудов), в том числе в Иваново-Вознесенск — 304 808 тонн (18 608 000 пудов). Из прибывших грузов было: хлебных 45 996 тонн (2 808 000 пудов), нефтяных — 128 472 тонны (7 843 000 пудов), хлопка — 16 380 тонн (около 1 000 000 пудов), остальные составляли дрова, лесоматериалы и другие грузы.
Произведения местных фабрик составляли по весу до 45 % всех отправленных по железной дороге грузов.
Грунтовые дороги в общем были довольно хороши; из них более проездные содержались земством.
Печатно-телеграфных учреждений в городах и селениях Шуйского уезда было 7.

### Налоги
Уездных земских расходов на 1903 было назначено 310 109 руб., в том числе:
на народное образование — 125 755 руб.,
на медицинскую часть — 86 171 руб.,
на содержание земского управления — 19 000 руб.
Всех земских сборов (губернского и уездного) с недвижимых имуществ — 422 450 руб.; из них 14 % падают на земли и леса, 75 % — на помещения заводских, фабричных и торгово-промышленных заведений и 11 % — на недвижимое имущество в городах Шуе и Иваново-Вознесенске.
Для раскладки государственного налога на городскую недвижимость на 1903 ценность недвижимого имущества была определена: для Иваново-Вознесенска — в 12 349 000 руб., для Шуи — в 5 100 000 руб. (губернский город Владимир занимал в этой расценке третье место — 2 175 000 руб.), а сумма государственного налога определена: для Иваново-Вознесенска — в 47 732 руб., для Шуи — в 19 715 руб. (для Владимира — в 8 408 руб.).
Платежей по обязательному земскому страхованию взималось в год приблизительно до 60 000 руб.